# Маковский, Константин Егорович
Константи́н Его́рович Мако́вский (20 июня [2 июля] 1839, Москва — 17 [30] сентября 1915, Петроград) — русский живописец и график, последователь «позднего академизма», один из наиболее известных и самый высокооплачиваемый салонный художник пореформенной эпохи; младший брат Александры Маковской, старший брат Николая и Владимира Маковских, отец поэта Сергея Маковского и художницы Елены Лукш-Маковской. Участник «бунта четырнадцати» (в 1863), один из членов-учредителей Санкт-Петербургской артели художников (с 1863) и Товарищества передвижников (в 1870—1883). Академик (с 1867), профессор (с 1869) и действительный член (с 1898; по новому уставу) Императорской Академии художеств.

## Биография

### Детство и учеба
Родился 20 июня (2 июля) 1839 года в Москве. Отец — Егор Иванович Маковский (1802—1886), чиновник, художник-любитель, коллекционер, один из основателей «натурного класса» на Большой Никитской улице, ставшего впоследствии Училищем живописи и ваяния, а после 1865 года — Московским училищем живописи, ваяния и зодчества. Мать — Любовь Корниловна Молленгауэр (1800—1893), дочь купца третьей гильдии, немецкого фабриканта музыкальных инструментов выходца из Померании, знаменитая московская красавица, певица сопрано, с 1866 года преподаватель пения в Московской консерватории. Брат живописцев Александры, Николая и Владимира Маковских. Младшая сестра художника, Мария Егоровна Маковская, была актрисой. Квартира Маковских находилась на набережной Москва-реки с видом на Московский Кремль. В квартире часто устраивались литературные и музыкальные вечера. Среди друзей семьи были К. П. Брюллов, М. И. Глинка, Н. В. Гоголь, В. А. Тропинин, М. С. Щепкин. Первыми художественными работами Константина Маковского стали копии гравюр. Мать занималась с детьми музыкой. Будущий художник умел играть на фортепиано и петь.
В 1851 году, в возрасте 12 лет, поступил в Московское училище живописи и ваяния. Его учителями в училище были М. И. Скотти, А. Н. Мокрицкий, С. К. Зарянко. Склонность Константина Маковского к романтизму и декоративным эффектам можно объяснить влиянием Брюллова.
- «Портрет брата — В. Е. Маковского в возрасте 8 лет», 1854 г. Русский музей
- «Портрет отца — Е. И. Маковского с гитарой», 1856 г. Третьяковская галерея
- «Портрет поэта Н. А. Некрасова», 1856 г. Музей-квартира Н. А. Некрасова

В 1858 году, окончив училище, Константин Маковский поступил в натурный класс Императорской Академии художеств в Санкт-Петербурге. Его учителями в академии были А. Т. Марков, Ф. А. Бруни, П. М. Шамшин. С 1860 года Константин Маковский участвовал в выставках академии с такими картинами как «Исцеление слепых» (1860) и «Агенты Дмитрия Самозванца убивают сына Бориса Годунова» (1862).
- «Автопортрет», 1860 г. Третьяковская галерея
- «Исцеление слепых», 1860 г. Музей Российской академии художеств
- «Харон перевозит души умерших через реку Стикс», 1861 г. Музей «Новый Иерусалим»
- «Агенты Дмитрия Самозванца убивают сына Бориса Годунова», 1862 г. Третьяковская галерея

В ноябре 1863 года Константин Маковский в числе четырнадцати академистов во главе с Иваном Крамским, отказавшись от участия в конкурсе на большую золотую медаль, покинул Академию художеств; в следующем 1864 году ему как формальному выпускнику Академии было присвоено звание классного художника второй степени.

Тем, что из меня вышло, я считаю обязанным себя не академии, не профессорам, а исключительно моему отцу.
— Константин Маковский

### Артель художников
Покинув академию, в 1863 году Константин Маковский присоединился к Санкт-Петербургской артели художников, возглавляемой Иваном Крамским. Пишет картины из повседневной жизни простых петербургских горожан. Очевидно, находясь под влиянием творчества своего современника — Василия Перова, в своём раннем творчестве Константин Маковский затрагивает острые социальные и психологические темы нищеты и горя. За картину «Селёдочница» в 1867 году получил звание академика ИАХ. За картину «Народное гулянье во время масленицы на Адмиралтейской площади в Санкт-Петербурге» в 1869 году получил звание профессора ИАХ.
- «Вдовушка», 1865 г. Русский музей
- «Селёдочница», 1867 г. Русский музей
- «Маленькие шарманщики у забора зимой», 1868 г. Частная коллекция
- «Народное гулянье во время масленицы на Адмиралтейской площади в Санкт-Петербурге», 1869 г. Русский музей

### Передвижники и журнал «Захолустье»
Имея широкий успех среди публики, начав зарабатывать на картинах огромные деньги, Константин Маковский покидает артель художников и открывает собственную мастерскую на Дворцовой площади. В 1870 году становится членом «Товарищества передвижных художественных выставок», помогает разработать устав товарищества и с 1870-х до конца жизни экспонирует свои работы как на выставках ИАХ и персональных выставках, так и на передвижных художественных выставках. Пишет серию работ, посвящённую жатве и крестьянским детям.
- «Жница», 1871 г. Русский музей
- «Крестьянский обед во время жатвы», 1871 г. Таганрогский художественный музей
- «Дети, бегущие от грозы», 1872 г. Третьяковская галерея
- «Похороны ребёнка в деревне», 1872 г. Севастопольский художественный музей имени М. П. Крошицкого

В это же время Константин Маковский вместе с композитором С. И. Танеевым издавал рукописный юмористический журнал «Захолустье». Авторы называли его «бесплатным, без определенного выпуска номеров и без зазрения совести» изданием. Под псевдонимом Немврод Плодовитое художник публиковал там карикатуры.

### Путешествие в Египет и на Балканы
В период с 1872 по 1877 год Константин Маковский совершает несколько путешествий в Египет, где создаёт множество этнографических импрессионистических этюдов, на основе которых, по возвращении в Европу, пишет несколько крупных полотен. В 1876 году цесаревич Александр Александрович приобрел на выставке парижского Салона за десять тысяч рублей картину Константина Маковского «Перенесение священного ковра пророка Мухаммеда в Каире».
Летом 1877 года Константин Маковский отправляется в путешествие по Балканам в период Русско-турецкой войны, где художник, двигаясь вслед за наступающей русской армией по Сербии и Болгарии, делал зарисовки по рассказам очевидцев о жестоком подавлении турецкими властями народного восстания, вспыхнувшего в Болгарии в 1876 году, и о зверствах башибузуков против мирного населения.
- «Разгрузка лодки на Босфоре», 1872-1877 гг. Частная коллекция
- «Перенесение священного ковра пророка Мухаммеда в Каире», 1875 г. Национальная картинная галерея Армении
- «Болгарские мученицы», 1877 г. Национальный художественный музей Республики Беларусь

### Мировая известность и коммерческий успех
Значительные изменения в стиле Константина Маковского произошли в конце 1870-х годов. Интересы художника сместились от социальных и психологических проблем к художественным проблемам цвета и формы. Ощущается влияние видных салонных мастеров: французов Вильяма Бугро и Александра Кабанеля и нидерландца Лоуренса Альма-Тадемы. В 1879 году на VII Передвижной выставке художник представил одно из своих самых знаменитых произведений — «Русалки». Император Александр II приобрёл картину для Эрмитажа.
В 1880-х Константин Маковский становится всемирно известным автором исторических и мифологических картин и получает статус одного из самых высокооплачиваемых российских художников того времени.
Увлекается коллекционированием, собирает старинные вещи: украшения, одежду, статуэтки, предметы быта. Часть из них живописец использовал в качестве реквизита для картин. 

Коллекционерство было всю жизнь его [Константина Маковского — прим. ред] страстью, безостановочно покупал он «красивую старину» со вкусом знатока, но без особого разбора — и нужное и ненужное, и то, что могло пригодиться как аксессуар для исторической картины, и то, что просто «понравилось» своим изяществом, своеобразием или вычурой и что можно было куда-нибудь пристроить в жилых комнатах или в мастерских.
— Сергей Маковский
Многие из его исторических картин демонстрируют идеализированный романтический взгляд на жизнь в России предыдущих эпох. Константин Маковский внёс значительный вклад в «бояроманию», распространившуюся в конце XIX — начале XX века в высших слоях Российского, западно-европейского и Американского общества.
- «Боярский свадебный пир в XVII веке», 1883 г. Музей Хиллвуд, Вашингтон, США
- «Выбор невесты царём Алексеем Михайловичем», 1886 г. Музей искусств Понсе, Пуэрто-Рико
- «Под венец» / «Наряд русской невесты»», 1889 г. Музей изобразительных искусств Сан-Франциско, Калифорния, США

### Коронационный альбом Александра III
В 1883—1885 годах Константин Маковский вместе с 13 другими именитыми художниками своего времени участвует в создании иллюстраций к церемониальному альбому «Описание священного коронования их императорских величеств императора Александра Третьего и государыни императрицы Марии Феодоровны». Художник создает три акварели к введению, третьей и седьмой главе «Описания…». Хромолитографии были изготовлены мастером К. Шисселем в «Картографическом заведении А. А. Ильина». Альбом был издан Экспедицией заготовления государственных бумаг в Санкт-Петербурге в 1885 году ограниченным тиражом в 500 экземпляров.
- «Императорские регалии». Коронационный альбом Александра III, введение, л. 2, 1885 г.
- «Высочайший обеденный стол в Грановитой палате». Коронационный альбом Александра III, глава III, л. 13, 1885 г.
- «Посещение их величествами Троицко-Сергиевской лавры». Коронационный альбом Александра III, глава VII, л. 22, 1885 г.

### Украшение особняка барона фон Дервиза
В 1886 году Константин Маковский получает заказ на выполнение декоративных потолочных плафонов и настенных панно в стиле салонного неорококо с пасторальными композициями на мифологические сюжеты для украшения Большого концертного зала в особняке барона С. П. фон Дервиза на Английской набережной в Санкт-Петербурге и работает над ними в Париже в течение двух лет. Предварительные эскизы были исполнены также другим популярным мастером Генрихом Семирадским, однако предпочтение было отдано Константину Маковскому. В 1887 году состоялась выставка картин-плафонов в парижской галерее Ж. Пти, а в декабре 1888 года они были показаны в Санкт-Петербурге, в залах Общества поощрения художеств. В «Указателе» последней выставки перечислены 11 произведений. Очевидно, здесь были показаны не все произведения художника, выполненные для особняка. Возможно, над некоторыми работа ещё продолжалась и в 1889 году, так как в 1907 году, когда С. П. фон Дервиз продал свой особняк со всей его обстановкой барону А. Г. фон Альфтану, новый владелец решил снять картины со стен и потолка и вновь устроил выставку, на которой демонстрировалось уже 16 произведений.
- «Туалет Венеры», 1886—1888 гг. Частная коллекция
- «Триумф Венеры», 1886—1888 гг. Частная коллекция
- «Счастливая Аркадия», 1886—1888 гг. Частная коллекция
- «Муза поэзии», 1886—1888 гг. Частная коллекция
- «Аллегория живописи», 1886—1888 гг. Частная коллекция
- «Амуры-садовники», 1886—1888 гг. Частная коллекция

### Всемирная выставка 1889 года в Париже
На Всемирной выставке 1889 года в Париже Константин Маковский получает Большую золотую медаль за картины «Смерть Ивана Грозного», «Суд Париса» и «Демон и Тамара». Некоторые критики рассматривали его как предателя идеалов Передвижников, создававшего, подобно Генриху Семирадскому и Степану Бакаловичу, поразительные на вид, но поверхностные по смыслу работы.
- «Смерть Ивана Грозного», 1888 г. Похищена из частной галереи в Москве в 2014 году
- «Демон и Тамара», 1889 г. Серпуховский историко-художественный музей
- «Суд Париса», 1889 г. Музей Фаберже в Санкт-Петербурге

### Позднее творчество
В 1890-х годах Константин Маковский с семьёй переезжает в Париж и покупает там мастерскую. Пишет серию работ, посвященную русским народным традициям.
- «Святочные гадания», 1890 г. Музей истории религии
- «Поцелуйный обряд» / «Пир у боярина Морозова», 1895 г. Русский музей
- «Игра в жмурки», 1890-е гг. Частная коллекция
- «Хмелем обсыпают», 1901 г. Богорский дворец, остров Ява, Индонезия

В 1896 году на 16-й Всероссийской промышленно-художественной выставке в Нижнем Новгороде художник представил публике «Воззвание Минина» — самое крупное станковое историческое полотно в России.
Последние три года жизни (1912—1915) художник работал и проживал в доходном доме Первого Российского страхового общества на Каменноостровском проспекте. Его обширная мастерская располагалась в кв. № 100.
В 1915 году, наряду со многими другими художниками своего времени, участвует в учреждении Общества возрождения художественной Руси. Среди целей этой организации было «распространение в русском народе широкого знакомства с древним русским творчеством». Члены Общества выпускали открытки с памятниками древнерусского зодчества, выступали за чистоту русского языка от иностранных заимствований.

### Портреты
Одновременно, Константин Маковский приобретает известность как один из самых модных авторов парадных портретов в России.
Пишет портреты членов Российского императорского дома: три прижизненных и посмертный (1881) портрет императора Александра II, портрет императрицы Александры Фёдоровны в коронационном наряде (1896, авторство под вопросом), портрет вдовствующей императрицы Марии Фёдоровны (1890-е), портрет великой княгини Марии Георигиевны с дочерью Ниной (1901—1902). Во время поездки в США в конце 1901 — начале 1902 года написал портрет президента Теодора Рузвельта (утерян, сохранились лишь черно-белые фотографии в газетах).
Получает множество заказов на портреты представителей графских и княжеских родов России: А. Д. Ржевуской с дочерью Екатериной (1860-е), Н. Н. Муравьева-Амурского (1863), С. И. Строгановой (1864), В. С. Зубовой (1877), В. А. Бобринского (1879), М. З. Аргутинского-Долгорукова (1870-е), С. Г. Строганова (1882), П. С. Уваровой (1882), В. А. Волконской (1884), П. П. Вяземского (1880-е), М. Е. Орловой-Давыдовой (1880-е), З. Н. Юсуповой в «русском» наряде (не позднее 1895), Н. Ф. Юсупова в гробу (1908).
Пишет портреты представителей творческой и экономической интеллигенции: художника И. К. Айвазовского (1887), композиторов А. С. Даргомыжского (1869), М. И. Глинки (1870), М. П. Азанчевского (1877), Ц. А. Кюи (1880-е — 1890-е), оперных певцов О. А. Петрова (1870), Н. Н. Фигнера (1889), актрисы М. Г. Савиной (авторство под вопросом, после 1875), историка Н. И. Костомарова (1883), банкира Л. С. Полякова (1882), хозяина усадьбы Качановка В. В. Тарновского мл. в костюме запорожского казака (1884), предпринимательницы и мецената В. А. Морозовой (1884), семейства Волковых (1900).
Пишет множество женских «головок», портреты «боярышень», «красавиц», детские портреты, картины в жанре ню.
- «Император Александр II на смертном одре», 1881 г. Третьяковская галерея
- «Большой парадный портрет императрицы Александры Фёдоровны», 1896 г. Гатчинский музей-заповедник
- «Портрет императрицы Марии Фёдоровны, жены императора Александра III», 1890-е гг. Иркутский областной художественный музей имени В. П. Сукачёва
- «Портрет великой княгини Марии Георигиевны с дочерью Ниной», 1901–1902 гг. Эрмитаж
- «Портрет графа Н. Н. Муравьева-Амурского, генерал-губернатора Восточной Сибири», 1863 г. Иркутский областной художественный музей имени В. П. Сукачёва
- «Портрет графини С. И. Строгановой», 1864 г. Третьяковская галерея
- «Портрет графини А. Д. Ржевуской с дочерью Екатериной», 1860-е гг. Киевская картинная галерея
- «Портрет графини В. А. Волконской», 1884 г. Музей изобразительных искусств им. Шалва Амиранашвили, Тбилиси
- «Портрет композитора А. С. Даргомыжского», 1869 г. Третьяковская галерея
- «Портрет историка Н. И. Костомарова», 1883 г. Русский музей
- «Портрет художника И. К. Айвазовского», 1887 г. Астраханская картинная галерея им. П. М. Догадина
- «Портрет семейства Волковых», 1900 г. Эрмитаж
- «Запорожский казак», 1884 г. Сумской областной художественный музей им. Н. Х. Онацкого
- «Офелия», 1884 г. Русский музей
- «Скупой рыцарь», конец XIX в. Рыбинский музей-заповедник
- «Флора», вторая половина XIX в. Музей-усадьба В. И. Сурикова
- «Боярыня», 1880-е гг. Частная коллекция
- «Портрет княгини З. Н. Юсуповой в русском костюме», не позднее 1895 г. Исторический музей
- «Боярышня у окна (с прялкой)», 1890-е гг. Нижегородский государственный художественный музей
- «За чаем», 1914 г. Ульяновский областной художественный музей
- «Обнаженная красавица в чёрных чулках», 1890-е гг. Частная коллекция
- «Обнаженная красавица», вторая половина XIX в. (?) Русский музей
- «Сидящая обнаженная красавица, смотрящаяся в зеркало», до 1909 г. Частная коллекция
- «Рождение Венеры», до 1915 г. Частная коллекция

### Натюрморты и пейзажи
Одновременно, Константин Маковский пишет яркие красочные картины в жанрах натюрморта и пейзажа.
- «Натюрморт», 1860 г. Частная коллекция
- «Натюрморт с розами и васильками», 1880 г. Частная коллекция
- «Цветы», 1884 г. Русский музей
- «Сокровища Грановитой палаты», 1890-е гг. Частная коллекция
- «Усадьба», 1882 г. Частная коллекция
- «Качановка. У костра», 1888 г. Частная коллекция
- «Беседка», 1889 г. Частная коллекция
- «Пейзаж. Море и цветы», 1890-е гг. Частная коллекция

### Несчастный случай и смерть
В сентябре 1915 года Константин Маковский стал жертвой несчастного случая — в Петрограде на углу Садовой улицы и Невского проспекта в его экипаж врезался трамвай. Художник упал и сильно ударился головой. Скончался после перенесённой операции 17 (30) сентября 1915 года.

Лучшие красавицы наперебой позировали мне… Я зарабатывал громадные деньги, жил с царственной роскошью и успел написать несметное количество картин, декоративных панно, портретов, этюдов и акварелей.
— Константин Маковский о прожитой жизни.
Был похоронен в Александро-Невской лавре на Никольском кладбище; могила была утрачена после революции 1917 года.

## Критика

### Положительная
Маковский открыл красоту в древнерусской старине и воспроизвел ее перед нами в бесчисленных картинах из древнерусской и боярской эпох. Он — вдохновенный певец эпохи, в которой так много своеобразной прелести и живой колоритности, позабытой и умершей, но воскрешенной талантливым художником. Маковский — поэт-историк, живой и вдохновенный комментатор Забелина и Соловьева. Одному его «Боярскому пиру» мы более обязаны русской стариной, чем десятками учебников.
— Журнал «Нива», 1911 год, № 2.

Маковский имеет пропасть работ — портреты, но слишком шикарит, впрочем, у него такая публика — все князья, да бароны.
— Из письма художника П. П. Джогина художнику И. И. Шишкину.

<Константин Маковский> был истинной душою общества, как среди художников, так и в великосветских кругах и в кругах денежных тузов. Он никогда не терялся и всегда приковывал к себе внимание.
— Художник Ю. Ю. Клевер.

Если кто из художников был популярен на Руси — то это именно он. На него, быть может, не молились, его не называли богом, но его все любили, и любили самые его недостатки — то самое, что сближало художника со своим временем.
— Сооснователь объединения «Мир искусства» художник А. Н. Бенуа.

### Отрицательная
Константин Маковский, человек веселый и жизнелюбивый, и сам понимал, что он не создан для живописания «свинцовых мерзостей дикой русской жизни», не дано ему писать «униженных и оскорбленных»: изможденных крестьянок, оборванных нищих, убитых горем вдов.
— Историк Елена Широкова о картинах «Вдовушка» (1865), «Селёдочница» (1867), «Маленькие шарманщики» (1868).

Увидав ее в Академии, я скорее был разочарован этой, на мой вкус, слишком пестрой в красках картиной. Еще не побывав на выставке, слушая разговоры старших, я готовился увидеть нечто чудовищно страшное <…>, а тут как раз самых зверств я и не приметил.
— Сооснователь объединения «Мир искусства» художник А. Н. Бенуа о картине «Болгарские мученицы» (1877).

К. Маковский, художник, в сущности богато одаренный и начинавший когда-то так блистательно, так свежо и размашисто, что всех удивлял и радовал. Но это время давно прошло: он давно пишет всё больше французские будуарные панно и будуарные картины, или французские маленькие конфетные головки.
— Художественный критик В. В. Стасов о позднем творчестве Константина Маковского.

Вы дайте ему красочную тему. Красочность в живописи для него выше всего. И нужно сказать, что тайну сочетания красок он постиг, как никто из нас. Но дальше этого вы не ищите у него ничего: ни стонов страдальца, ни жгучих болей души, ни воплей отчаяния, ни отважной борьбы за волю с насильниками.
— Художник И. Е. Репин о картине «Воззвание Минина» (1896).

## Влияние на декоративно-прикладное искусство и массовую культуру
На волне «бояромании», в конце XIX — начале XX века, миниатюрные копии картин Константина Маковского массово использовались для украшения изделий декоративно-прикладного искусства, производимых в мастерской Фёдора Рюкерта для фирм Карла Фаберже, Ореста Курлюкова, Иосифа Маршака, а также на фабрике федоскинской лаковой миниатюры Н. А. Лукутина и Императорском фарфоровом заводе.
В начале XX века в США репродукции картины «Боярский свадебный пир в XVII веке» печатались в виде открыток и размещались на подарочных коробках с шоколадом.

## Семья
Константин Маковский был трижды женат и имел по меньшей мере девятерых родных детей.
Внебрачная дочь — Наталья Константиновна Маковская (Лебедева) (1860—1939).

### Первый брак
Первый брак, с 11 ноября 1866 года, с Еленой Тимофеевной Бурковой (сценический псевдоним — Елена Черкасова). Артистка драматической труппы Императорских театров в Санкт-Петербурге, внебрачная дочь графа В. А. Адлерберга, бывшего министром Двора при Николае I. Сын Владимир (21.01.1871—1871). В начале 1870-х годов заболела туберкулёзом. В марте 1873 года художник овдовел.

### Второй брак
Второй брак, с 22 января 1875 года, с Юлией Павловной Летковой (1859 — 23.11.1954). Её сестра — Екатерина Павловна Леткова. Сёстры Летковы, известные в своё время красавицы, неоднократно служили Маковскому моделями для его работ. Дети: сын Сергей Константинович, известный деятель русской культуры Серебряного века, дочь Елена Лукш-Маковская, художница, прожившая большую часть жизни в Германии, сын Владимир (1883—?). Пара разошлась в 1892 году. Развод 26 мая 1898 года.
- «Портрет свояченицы Е. П. Летковой», 1879 г. Государственный художественный музей Ханты-Мансийска
- «Портрет Ю. П. Маковской», 1881 г. Русский музей
- «В мастерской художника» (портрет сына Сергея), 1881 г. Третьяковская галерея
- «В парке» (Ю. П. Маковская под зонтиком, дети: Сергей, Елена и их подруга, пожилая гувернантка на лавочке), 1881 г. Русский музей
- «Портрет детей — Сергея и Елены», 1882 г. Тверская областная картинная галерея
- «Семейный портрет» (Ю. П. Маковская с детьми — Сергеем и Еленой), 1882 г. Русский музей
- «Боярыни у окна» (портрет Ю.П. Маковской), 1885 г. Омский областной музей изобразительных искусств имени М. А. Врубеля
- «Головка» (портрет обнажённой Ю. П. Маковской), до 1892 г. Частная коллекция

### Третий брак
С 1892 года состоял в отношениях с Марией Алексеевной Матавтиной (1869—1919). Поженились 6 июня 1898 года. Дети: Константин, Ольга, Марина, Николай (10.06.1903; Париж).
В 1902 году Константин Маковский составил завещание, по которому все права и имущество переходили его последней жене Марии Алексеевне. После смерти Константина Маковского в 1915 году Мария Алексеевна продала значительную часть его коллекции старинных предметов. В результате проведенного аукциона вдовой было выручено 285 тысяч рублей, а весной 1916 года она приобрела имение за 350 тысяч, в котором намеревалась устроить фамильный склеп. Туда Мария Алексеевна собиралась перевезти прах супруга, однако реализации этого плана помешала революция.
- «Портрет мадам М», 1892 г. (портрет лежащей М. А. Матавтиной) Частная коллекция
- «Ромео и Джульетта (вторая версия), 1892 г. Ромео — племянник А. В. Маковский, Джульетта – М. А. Матавтина. Одесский национальный художественный музей
- А. О. Карелин. Фотография К. Е. Маковского и М. А. Маковской, после 1898 г.
- «Портрет М. А. Маковской с пуделем», после 1898 г. Частная коллекция
- «Портрет М. А. Маковской», 1900 г. Частная коллекция
- «Портрет М. А. Маковской (в рост)», 1900 г. Частная коллекция
- «Портрет детей — Ольги и Николая, на крыльце дачи», около 1907 г. Частная коллекция
- «Портрет дочерей Ольги и Марины с плюшевым мишкой», до 1911 г. Частная коллекция

## Адреса в Санкт-Петербурге — Петрограде
1909 — 17.09.1915 года — 1-я линия, 56.

## Память
В 2013 году в Нижнем Новгороде на Рождественской улице установлена скульптура «Художник» (скульптор Алексей Щитов), изображающая Маковского за работой над этюдами к картине «Воззвание Минина».

## В литературе
- Пикуль В. С. Исторические миниатюры, Трагедия «русского Макарта». — Издательство АСТ, Вече, 2002. — ISBN 5-17-010666-1.